# بوزیت
بوزیت (به انگلیسی: Bozeat) یک روستا و محله مدنی در بریتانیا است که در نورث‌همپتون‌شر واقع شده‌است. بوزیت ۲٬۰۵۱ نفر جمعیت دارد.